# Olympische Jugend-Winterspiele 2020/Teilnehmer (Bulgarien)
| Gelbes Symbol für Goldmedaillen mit stilisierten Olympischen Ringen | Graues Symbol für Silbermedaillen mit stilisierten Olympischen Ringen | Braundes Symbol für Bronzemedaillen mit stilisierten Olympischen Ringen |
| ------------------------------------------------------------------- | --------------------------------------------------------------------- | ----------------------------------------------------------------------- |
| —                                                                   | —                                                                     | —                                                                       |

Bulgarien nahm an den Olympischen Jugend-Winterspielen 2020 in Lausanne mit 17 Athleten (10 Jungen und 7 Mädchen) in acht Sportarten teil.

## Medaillen

### Medaillengewinner
| Name/n            | Sportart  | Wettkampf           |
| ----------------- | --------- | ------------------- |
| Bronze            |           |                     |
| Marija Runewska 1 | Eishockey | 3×3 Turnier Mädchen |

## Teilnehmer nach Sportarten

### Biathlon
| Athleten                                                              | Wettbewerbe          | Zeit        | Fehler       | Rang |
| --------------------------------------------------------------------- | -------------------- | ----------- | ------------ | ---- |
| Jungen                                                                |                      |             |              |      |
| Krassimir Atanassow                                                   | 7,5 km Sprint        | 23:17.5     | 4 (1+3)      | 65   |
| Krassimir Atanassow                                                   | 12 km Einzel         | 40:30,6 min | 6 (0+1+1+4)  | 55   |
| Dejan Rasloschki                                                      | 7,5 km Sprint        | 25:27.6     | 7 (3+4)      | 88   |
| Dejan Rasloschki                                                      | 12 km Einzel         | 44:13,4 min | 9 (2+1+3+3)  | 85   |
| Wassil Saschew                                                        | 7,5 km Sprint        | 20:39.3     | 2 (1+1)      | 17   |
| Wassil Saschew                                                        | 12 km Einzel         | 42:18,3 min | 10 (4+4+0+2) | 70   |
| Mädchen                                                               |                      |             |              |      |
| Walentina Dimitrowa                                                   | 6 km Sprint          | 19:47,2 min | 1 (1+0)      | 11   |
| Walentina Dimitrowa                                                   | 10 km Einzel         | 36:20,0 min | 5 (2+3+0+0)  | 17   |
| Lora Christowa                                                        | 6 km Sprint          | 20:57,7 min | 2 (1+1)      | 44   |
| Lora Christowa                                                        | 10 km Einzel         | 40:23,7 min | 9 (3+2+3+1)  | 57   |
| Lora Radkowska                                                        | 6 km Sprint          | 23:40,2 min | 3 (2+1)      | 80   |
| Lora Radkowska                                                        | 10 km Einzel         | 41:54,7 min | 6 (2+0+1+3)  | 70   |
| Mixed                                                                 |                      |             |              |      |
| Walentina Dimitrowa Wassil Saschew                                    | Single Mixed-Staffel | 45:29,7 min | 1+9 2+10     | 15   |
| Walentina Dimitrowa Lora Christowa Krassimir Atanassow Wassil Saschew | Mixed-Staffel        | 1:18:17,2 h | 1+6 1+6      | 14   |

### Eishockey
Im 3×3 Eishockey spielten die Athleten in gemischten Mannschaften.
| Mannschaft  | Athleten | Vorrunde       | Vorrunde | Halbfinale    | Halbfinale    | Finale/Spiel um Bronze        | Finale/Spiel um Bronze | Rang   |
| Mannschaft  | Athleten | Gegner         | Ergebnis | Gegner        | Ergebnis      | Gegner                        | Ergebnis               | Rang   |
| ----------- | --- | -------------- | -------- | ------------- | ------------- | ----------------------------- | ---------------------- | ------ |
| Jungen      | |                |          |               |               |                               |                        |        |
| _ Team Grau | Thawab Al-Subaey Alejandro Resendiz Nowruz Baýhanow Gosei Daikuhara Timofei Katkow Pablo Mata Sohn Hyun Patrik Melicher Jan Billa Nino Tomow Boldizsár Szalay Lukas Svedin Alexei Baidek         | _ Team Blau    | 9:8      | ausgeschieden | ausgeschieden | ausgeschieden                 | ausgeschieden          | 5      |
| _ Team Grau | Thawab Al-Subaey Alejandro Resendiz Nowruz Baýhanow Gosei Daikuhara Timofei Katkow Pablo Mata Sohn Hyun Patrik Melicher Jan Billa Nino Tomow Boldizsár Szalay Lukas Svedin Alexei Baidek         | _ Team Gelb    | 11:8     | ausgeschieden | ausgeschieden | ausgeschieden                 | ausgeschieden          | 5      |
| _ Team Grau | Thawab Al-Subaey Alejandro Resendiz Nowruz Baýhanow Gosei Daikuhara Timofei Katkow Pablo Mata Sohn Hyun Patrik Melicher Jan Billa Nino Tomow Boldizsár Szalay Lukas Svedin Alexei Baidek         | _ Team Braun   | 6:16     | ausgeschieden | ausgeschieden | ausgeschieden                 | ausgeschieden          | 5      |
| _ Team Grau | Thawab Al-Subaey Alejandro Resendiz Nowruz Baýhanow Gosei Daikuhara Timofei Katkow Pablo Mata Sohn Hyun Patrik Melicher Jan Billa Nino Tomow Boldizsár Szalay Lukas Svedin Alexei Baidek         | _ Team Rot     | 13:9     | ausgeschieden | ausgeschieden | ausgeschieden                 | ausgeschieden          | 5      |
| _ Team Grau | Thawab Al-Subaey Alejandro Resendiz Nowruz Baýhanow Gosei Daikuhara Timofei Katkow Pablo Mata Sohn Hyun Patrik Melicher Jan Billa Nino Tomow Boldizsár Szalay Lukas Svedin Alexei Baidek         | _ Team Grün    | 6:14     | ausgeschieden | ausgeschieden | ausgeschieden                 | ausgeschieden          | 5      |
| _ Team Grau | Thawab Al-Subaey Alejandro Resendiz Nowruz Baýhanow Gosei Daikuhara Timofei Katkow Pablo Mata Sohn Hyun Patrik Melicher Jan Billa Nino Tomow Boldizsár Szalay Lukas Svedin Alexei Baidek         | _ Team Schwarz | 8:16     | ausgeschieden | ausgeschieden | ausgeschieden                 | ausgeschieden          | 5      |
| _ Team Grau | Thawab Al-Subaey Alejandro Resendiz Nowruz Baýhanow Gosei Daikuhara Timofei Katkow Pablo Mata Sohn Hyun Patrik Melicher Jan Billa Nino Tomow Boldizsár Szalay Lukas Svedin Alexei Baidek         | _ Team Orange  | 5:2      | ausgeschieden | ausgeschieden | ausgeschieden                 | ausgeschieden          | 5      |
| Mädchen     | |                |          |               |               |                               |                        |        |
| _ Team Blau | Sidre Özer Valerie Christmann Anna Kot Marija Runewska Mirren Foy Zuzana Dobiašová Jana Krascheninina Maya Stöber Regina Metzler Karolina Hengelmüller Nikki Sharp Yuna Kusama Aya Juhl Petersen | _ Team Grau    | 8:9      | _ Team Gelb   | 5:7           | Spiel um Bronze: _ Team Braun | 6:4                    | Bronze |
| _ Team Blau | Sidre Özer Valerie Christmann Anna Kot Marija Runewska Mirren Foy Zuzana Dobiašová Jana Krascheninina Maya Stöber Regina Metzler Karolina Hengelmüller Nikki Sharp Yuna Kusama Aya Juhl Petersen | _ Team Orange  | 1:12     | _ Team Gelb   | 5:7           | Spiel um Bronze: _ Team Braun | 6:4                    | Bronze |
| _ Team Blau | Sidre Özer Valerie Christmann Anna Kot Marija Runewska Mirren Foy Zuzana Dobiašová Jana Krascheninina Maya Stöber Regina Metzler Karolina Hengelmüller Nikki Sharp Yuna Kusama Aya Juhl Petersen | _ Team Schwarz | 8:14     | _ Team Gelb   | 5:7           | Spiel um Bronze: _ Team Braun | 6:4                    | Bronze |
| _ Team Blau | Sidre Özer Valerie Christmann Anna Kot Marija Runewska Mirren Foy Zuzana Dobiašová Jana Krascheninina Maya Stöber Regina Metzler Karolina Hengelmüller Nikki Sharp Yuna Kusama Aya Juhl Petersen | _ Team Grün    | 6:11     | _ Team Gelb   | 5:7           | Spiel um Bronze: _ Team Braun | 6:4                    | Bronze |
| _ Team Blau | Sidre Özer Valerie Christmann Anna Kot Marija Runewska Mirren Foy Zuzana Dobiašová Jana Krascheninina Maya Stöber Regina Metzler Karolina Hengelmüller Nikki Sharp Yuna Kusama Aya Juhl Petersen | _ Team Gelb    | 8:13     | _ Team Gelb   | 5:7           | Spiel um Bronze: _ Team Braun | 6:4                    | Bronze |
| _ Team Blau | Sidre Özer Valerie Christmann Anna Kot Marija Runewska Mirren Foy Zuzana Dobiašová Jana Krascheninina Maya Stöber Regina Metzler Karolina Hengelmüller Nikki Sharp Yuna Kusama Aya Juhl Petersen | _ Team Braun   | 2:14     | _ Team Gelb   | 5:7           | Spiel um Bronze: _ Team Braun | 6:4                    | Bronze |
| _ Team Blau | Sidre Özer Valerie Christmann Anna Kot Marija Runewska Mirren Foy Zuzana Dobiašová Jana Krascheninina Maya Stöber Regina Metzler Karolina Hengelmüller Nikki Sharp Yuna Kusama Aya Juhl Petersen | _ Team Rot     | 11:18    | _ Team Gelb   | 5:7           | Spiel um Bronze: _ Team Braun | 6:4                    | Bronze |

### Eiskunstlauf
| Athleten           | Wettbewerbe | Kurzprogramm | Kurzprogramm | Kür    | Kür  | Gesamt | Gesamt |
| Athleten           | Wettbewerbe | Punkte       | Rang         | Punkte | Rang | Punkte | Rang   |
| ------------------ | ----------- | ------------ | ------------ | ------ | ---- | ------ | ------ |
| Mädchen            |             |              |              |        |      |        |        |
| Iwelina Bajtschewa | Einzel      | 43,90        | 16           | 84,93  | 15   | 128,83 | 15     |

### Rennrodeln
| Athlet                        | Wettbewerb   | Lauf 1   | Lauf 1 | Lauf 2   | Lauf 2 | Gesamt       | Gesamt |
| Athlet                        | Wettbewerb   | Zeit     | Rang   | Zeit     | Rang   | Zeit         | Rang   |
| ----------------------------- | ------------ | -------- | ------ | -------- | ------ | ------------ | ------ |
| Jungen                        |              |          |        |          |        |              |        |
| Nedjalko Iwanow               | Einsitzer    | DNS      | DNS    | DNS      | DNS    | DNS          | DNS    |
| Milen Milanow                 | Einsitzer    | 57,018 s | 25     | 57,509 s | 27     | 1:54,527 min | 26     |
| Nedjalko Iwanow Milen Milanow | Doppelsitzer | 56,580 s | 8      | 57,185 s | 7      | 1:53,765 min | 7      |

### Shorttrack
| Athlet             | Wettbewerb | Vorlauf      | Vorlauf | Viertelfinale | Viertelfinale | Halbfinale    | Halbfinale    | Finale        | Finale        | Rang |
| Athlet             | Wettbewerb | Zeit         | Rang    | Zeit          | Rang          | Zeit          | Rang          | Zeit          | Rang          | Rang |
| ------------------ | ---------- | ------------ | ------- | ------------- | ------------- | ------------- | ------------- | ------------- | ------------- | ---- |
| Jungen             |            |              |         |               |               |               |               |               |               |      |
| Ljubomir Kaltschew | 500 m      | DNF          | DNF     | ausgeschieden | ausgeschieden | ausgeschieden | ausgeschieden | ausgeschieden | ausgeschieden | 29   |
| Ljubomir Kaltschew | 1000 m     | 1:33,231 min | 3       | ausgeschieden | ausgeschieden | ausgeschieden | ausgeschieden | ausgeschieden | ausgeschieden | 21   |

### Ski Alpin
| Athleten           | Wettbewerbe  | 1. Lauf     | 1. Lauf | 2. Lauf     | 2. Lauf | Gesamt      | Gesamt |
| Athleten           | Wettbewerbe  | Zeit        | Rang    | Zeit        | Rang    | Zeit        | Rang   |
| ------------------ | ------------ | ----------- | ------- | ----------- | ------- | ----------- | ------ |
| Jungen             |              |             |         |             |         |             |        |
| Konstantin Stoilow | Riesenslalom | 1:05,39 min | 19      | 1:05,72 min | 15      | 2:11,11 min | 16     |
| Konstantin Stoilow | Slalom       | 38,19 s     | 11      | DNF         | DNF     | DNF         | DNF    |
| Konstantin Stoilow | Super-G      | –           | –       | –           | –       | 56,77 s     | 28     |
| Konstantin Stoilow | Kombination  | 56,77 s     | 28      | 35,08 s     | 14      | 1:31,85 min | 15     |
| Mädchen            |              |             |         |             |         |             |        |
| Julija Slatkowa    | Riesenslalom | 1:10,30 min | 33      | 1:09,08 min | 26      | 2:19,38 min | 24     |
| Julija Slatkowa    | Slalom       | 49,03 s     | 26      | 48,54 s     | 23      | 1:37,57 min | 21     |
| Julija Slatkowa    | Super-G      | –           | –       | –           | –       | DNF         | DNF    |
| Julija Slatkowa    | Kombination  | DNF         | DNF     | DNF         | DNF     | DNF         | DNF    |

### Skilanglauf
| Athleten           | Wettbewerbe     | Qualifikation | Qualifikation | Viertelfinale | Viertelfinale | Halbfinale    | Halbfinale    | Finale        | Finale        | Rang |
| Athleten           | Wettbewerbe     | Zeit          | Rang          | Zeit          | Rang          | Zeit          | Rang          | Zeit          | Rang          | Rang |
| ------------------ | --------------- | ------------- | ------------- | ------------- | ------------- | ------------- | ------------- | ------------- | ------------- | ---- |
| Jungen             |                 |               |               |               |               |               |               |               |               |      |
| Alexandar Ognjanow | 10 km klassisch | –             | –             | –             | –             | –             | –             | 30:24,7 min   | 46            | 46   |
| Alexandar Ognjanow | Sprint Freistil | 3:41,97 min   | 59            | ausgeschieden | ausgeschieden | ausgeschieden | ausgeschieden | ausgeschieden | ausgeschieden | 59   |
| Alexandar Ognjanow | Langlauf-Cross  | 5:00,85       | 62            | –             | –             | ausgeschieden | ausgeschieden | ausgeschieden | ausgeschieden | 62   |

### Snowboard
| Athleten                                                           | Wettbewerbe                        | Vorrunde | Viertelfinale | Halbfinale    | Finale        | Rang |
| Athleten                                                           | Wettbewerbe                        | Rang     | Rang          | Rang          | Rang          | Rang |
| ------------------------------------------------------------------ | ---------------------------------- | -------- | ------------- | ------------- | ------------- | ---- |
| Jungen                                                             |                                    |          |               |               |               |      |
| Wladi Kamburow                                                     | Snowboardcross                     | 11       | –             | ausgeschieden | ausgeschieden | 23   |
| Mädchen                                                            |                                    |          |               |               |               |      |
| Teodora Iliewa                                                     | Snowboardcross                     | 8        | –             | ausgeschieden | ausgeschieden | 15   |
| Mixed                                                              |                                    |          |               |               |               |      |
| Mixed Team 7 Teodora Iliewa Josefina Valdés Dante Vera Oscar Trygg | Ski-/Snowboardcross Teamwettbewerb | 4        | ausgeschieden | ausgeschieden | ausgeschieden | 18   |
| Mixed Team 8 Nima Yongqing Su Yue Wladi Kamburow Hou Haoyi         | Ski-/Snowboardcross Teamwettbewerb | 4        | ausgeschieden | ausgeschieden | ausgeschieden | 19   |